# Gump Worsley
Lorne John Worsley, detto Gump (Montréal, 14 maggio 1929 – Beloeil, 26 gennaio 2007), è stato un hockeista su ghiaccio canadese.

## Biografia
Il suo soprannome Gump deriva da un personaggio dei fumetti The Gumps.
Nel corso della sua carriera ha giocato con Verdun Cyclones (1946-1948), Montreal St. Francis Xavier (1948/49), New York Rovers (1948-1950), New Haven Ramblers (1949/50), St. Paul Saints (1950/51), Saskatoon Quakers (1951-1953), Edmonton Flyers (1952/53), New York Rangers (1952/53, 1954-1958, 1958-1960, 1960-1963), Vancouver Canucks (1953/54), Providence Reds (1957/58), Springfield Indians (1959/60), Montreal Canadiens (1963/64, 1964-1970), Quebec Aces (1963-1965) e Minnesota North Stars (1969-1974).
Per due volte (1966 e 1968) è stato insignito del Vezina Trophy. Ha ricevuto anche il Calder Memorial Trophy nel 1953.
Nel 1980 è stato inserito nella Hockey Hall of Fame.